# Horsch Maschinen

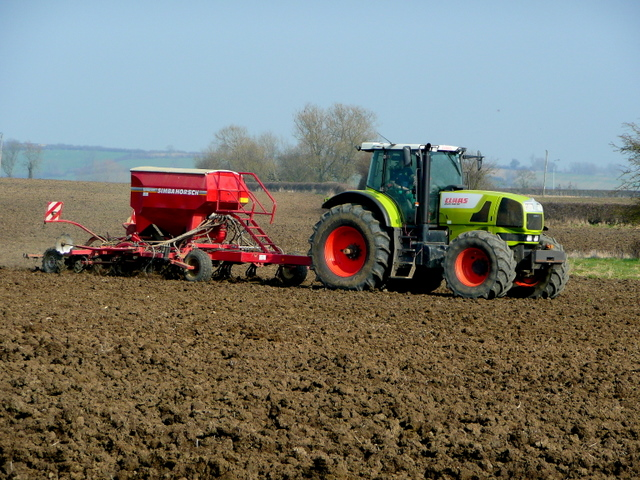
Traktor Claas z siewnikiem marki HORSCH

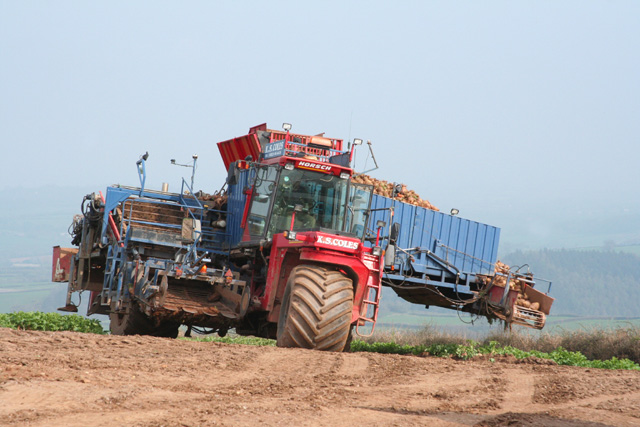
Traktor trzykołowy marki HORSCH

Horsch Maschinen – niemiecki producent maszyn rolniczych z siedzibą w Schwandorf w Bawarii.
Firma została założona w 1984 roku przez Michaela Horscha i jego wujka Waltera Horscha. Przedsiębiorstwo w swojej ofercie posiada między innymi: siewniki, opryskiwacze, brony talerzowe, kultywatory oraz przyczepy przeładunkowe. Poza Niemcami Horsch ma również siedziby w takich krajach jak: Wielka Brytania, Rosja, Francja i Ukraina.